# Anadoras
Anadoras es un género de peces de agua dulce de la familia Doradidae en el orden Siluriformes. Sus 4 especies habitan en aguas templado-cálidas y cálidas de América del Sur, y son denominadas comúnmente armados. La mayor longitud que alcanza ronda los 15 cm.

## Distribución
Este género se encuentra en ríos de aguas tropicales y subtropicales del norte y centro-este de América del Sur, desde la cuenca amazónica del Brasil hasta el Paraguay y el nordeste de la Argentina en la cuenca del Plata, en los ríos Paraná y Paraguay.

### Especies
Este género se subdivide en 4 especies:
- Anadoras grypus (Cope, 1872)
- Anadoras insculptus (A. Miranda-Ribeiro, 1912)
- Anadoras regani (Steindachner, 1908)
- Anadoras weddellii (Castelnau, 1855)